# 大野丸
大野丸（おおのまる）は、江戸時代末期の安政年間に、大野藩が樺太開拓用に建造した西洋式帆船。日本の国産洋式帆船として初期の例のひとつで、幕府建造の「箱館丸」などと同型である。交易に使用されたが、座礁事故で沈没した。

## 建造
江戸時代後期の大野藩では、藩主土井利忠の下で藩政改革に取り組んでいた。外国の技術や文化にも注意が向けられており、蘭学の研究や高島流砲術などの洋式兵術の実施につとめていた。利忠の登用した内山七郎右衛門（良休）と隆佐兄弟は、1854年（安政元年）に北蝦夷地（樺太）開拓を提案、1856年（安政3年）に幕府の許可も得られて大野藩は計画を実行することになった。安政5年（1858年）、大野藩準領ウショロ場所（鵜城郡、名好郡、北樺太ホロコタン・幌渓まで）に総督以下をもうけ、藩士を派遣して実務にあたらせた。当時、樺太は日露和親条約によって国境が未画定のままとされており、幕府は樺太を含めた蝦夷地の開拓事業者を募集していた。なお、樺太全土が雑居地とされたのは慶応3年（1867年）の樺太島仮規則締結後のことである。
大野藩は大型船は保有していなかったため、当初は商人から雇った和船を使用したり、陸路を使ったりしていたが、本格的な開拓と交易のためには船足が速く堅牢な船舶が必要であるとの意見が出た。そこで、西洋式の大型船の建造が計画されることになり、1857年2月（安政4年1月）には内山隆佐が洋式造船の調査のために江戸へ向かった。大野藩士の吉田拙蔵も幕府の海軍所で教育を受けている。同年11月、箱館奉行所用の造船に関わっている栖原長七による建造の伺いが立てられ、その結果、箱館形1隻を大野藩用に建造することに決まった。西潟の船大工である木村治三郎の設計との説もある。天領の川崎稲荷新田（現大師町の一部）にあった造船所に竜骨をすえつけ、起工した。安政5年6月に、約10000両もの経費をかけて船体が完成し進水をおえた。その後、品川沖に回航されて艤装工事を受けた。
完成した船は「大野丸」と命名された。形式は君沢形とも称されたが、幕府建造の君沢形帆船とは厳密には異なった設計で、帆装形式は箱館形と同じ2本マストに縦帆と横帆を併せ持つトップスル・スクーナーである。要目は長さ18間（32.7m）、幅4間（7.3m）、深さ3間（5.5m）であった。

## 運用
竣工した「大野丸」は、1858年9月12日（安政5年8月6日）に品川を出港し、浦賀に滞留後、関門海峡を通って10月30日（同9月24日）に敦賀港へ到着した。敦賀に入港した「大野丸」を見るため、藩の重役多数が訪れている。敦賀ではさっそく藩士や町民から船員が募集され、三国湊の船頭だった佐七郎が船長に採用された。
翌1859年4月23日（安政6年3月21日）、大野丸は蝦夷地への最初の航海に出発した。敦賀から日本海を北上し、5月1日（同3月29日）には箱館に入港できた。その後も何度も蝦夷地と敦賀を往復し、交易物資などを運んでいる。この間、1859年9月中旬（安政6年8月中旬）には、奥尻沖で遭難したアメリカ船「ヘスプリング」を救助し、幕府とアメリカ政府から謝礼をうけた。小藩に過ぎない大野藩が洋式船を建造したこと、アメリカ船を救助したことなどによって「大野丸」の名はとうじ嘖々（さくさく）たるものがあった。
交易でかなりの富を大野藩にもたらしたと思われる「大野丸」であったが、1864年9月24日（元治元年8月24日）、択捉島へ鮭の積み取りに向かう途中、根室沖で座礁、沈没した。乗員は搭載の伝馬船で脱出し、全員無事であった。「大野丸」の喪失とその2月前の内山隆佐の病死により、大野藩による北蝦夷地開拓の試みは事実上とん挫することになった。